# 이지훈 (e스포츠인)
이지훈(李智勳, 1980년 3월 1일 ~ )은 대한민국의 전직 FIFA 시리즈 프로게이머이다. 프로게임단 지도자, 프로게임단 행정가로로 활동했다. 현재 Gen.G의 상무를 맡고 있다.

## 선수 시절
FIFA 시리즈 프로게이머 출신으로, 현역 시절에는 WCGC 2000 우승, 기타 FIFA 리그 10회 이상 우승 등 대한민국에서는 독보적인 FIFA 프로게이머였다.

## 감독 활동
2008년 KTF 매직엔스의 수석코치로 부임했다. 이후 KT의 감독으로 승격되었다. 감독으로서 이영호를 육성하고 박지수의 영입하는 등 팀의 리빌딩에 기여했다. 09-10 위너스 리그에서 팀의 우승에 기여했다.
2012년부터 리그 오브 레전드 팀 창단으로 롤 팀을 맡게 되었으며 2014년에서는 리그 오브 레전드의 전담 감독으로 부임했다.

## 행정가 경력
2018시즌을 앞두고 KSV e스포츠의 단장으로 선임되었다. 2021년 6월, 젠지의 상무로 승격되었다.

## 수상 경력

#### 선수 경력
- 2001년 KIGL 상반기 리그 우승
- 2001년 코카콜라 월드사이버월드컵 우승
- 2000년 KIGL 하계 / 추계 / 동계리그 우승
- 2000년 WCGC 2000 우승

#### 감독 경력

##### 스타크래프트, 스타크래프트 II
- 2010년 경남-STX컵 마스터즈 2010 3위
- 2010년 신한은행 프로리그 09-10 우승
- 2010년 신한은행 위너스리그 09-10 우승
- 2010년 신한은행 프로리그 09-10 정규시즌 감독상
- 2010년 2010 대한민국 e-스포츠 대상 올해의 지도자상
- 2011년 신한은행 프로리그 10-11 우승
- 2011년 2011 대한민국 e스포츠대상 올해의 지도자상
- 2012년 SK플래닛 스타크래프트 프로리그 시즌1 준우승
- 2013년 SK플래닛 스타크래프트 II 프로리그 12-13 3위
- 2014년 SK텔레콤 스타크래프트 II 프로리그 2014 1라운드 우승

##### 스페셜포스
- 2009년 생각대로 T SF프로리그 2009 1ST 준우승
- 2010년 생각대로 T SF프로리그 2010 1ST 준우승
- 2011년 생각대로 T SF프로리그 2010 2ND 우승

##### 리그 오브 레전드
- 용쟁호투 준우승(0:3 World Elite Gigabyte) (A팀)
- 제4회 인천 실내무도아시아경기대회 리그 오브 레전드 부문 국가대표 선발전 1위 (B팀)
- 2013 MLG Winter Championship 우승 (B팀)
- 제4회 인천 실내무도아시아경기대회 리그 오브 레전드 부문 1위(금메달) (Bullets)
- 2013 핫식스 리그오브레전드 챔피언스 서머 2013 준우승 (Bullets)